# Anacamptodes cerasta
Anacamptodes cerasta är en fjärilsart som beskrevs av Frederick H. Rindge 1966. Anacamptodes cerasta ingår i släktet Anacamptodes och familjen mätare. Inga underarter finns listade i Catalogue of Life.